# تيسون بيدرو
تيسون بيدرو (بالإنجليزية: Tyson Pedro) هو فنان قتال مختلط أسترالي، ولد في 17 سبتمبر 1991 في سيدني في أستراليا.

## وصلات خارجية
- تيسون بيدرو على موقع يو إف سي (الإنجليزية)
- تيسون بيدرو على موقع شيردوغ (الإنجليزية)
- تيسون بيدرو على موقع IMDb (الإنجليزية)
- تيسون بيدرو على موقع قاعدة بيانات الفيلم (الإنجليزية)